# Paziella
Paziella là một chi ốc biển, là động vật thân mềm chân bụng sống ở biển thuộc họ Muricidae, họ ốc gai.
Chi Paziella đã trở thành đồng nghĩa của Poirieria (Paziella) Jousseaume, 1880

## Các loài
Các loài thuộc chi Paziella bao gồm:
- Paziella atlantis (Clench & Farfante, 1945)
- Paziella galapagana (Emerson & D'Attilio, 1970)
- † Paziella gallica Landau, Merle, Ceulemans & Van Dingenen, 2019
- † Paziella gracilenta Landau, Merle, Ceulemans & Van Dingenen, 2019
- † Paziella modesta Vicián, Kovács & Stein, 2019
- Paziella nuttingi (Dall, 1896)[3]
- Paziella oregonia (Bullis, 1964)
- † Paziella parveenae Merle & Pacaud, 2019
- Paziella pazi (Crosse, 1869)[4]
- Paziella petuchi (Vokes, 1992)
- Paziella tanaoa (Houart & Tröndlé, 2008)

Các loài đồng nghĩa
- Paziella hystricina (Dall, 1889):[5] syn. Bouchetia hystricina (Dall, 1889)
- Paziella oliverai (Kosuge, 1984): syn. Flexopteron oliverai (Kosuge, 1984)
- † Paziella philippinensis (Shuto, 1969): syn. † Flexopteron philippinensis Shuto, 1969
- Paziella poppei (Houart, 1993): syn. Flexopteron poppei (Houart, 1993)
- Paziella primanova (Houart, 1985): syn. Flexopteron primanova (Houart, 1985)
- Paziella vaubanensis (Houart, 1986): syn. Bouchetia vaubanensis (Houart, 1986)